# Intan Jaya (Muara Papalik)
Intan Jaya is een bestuurslaag in het regentschap Tanjung Jabung Barat van de provincie Jambi, Indonesië. Intan Jaya telt 1335 inwoners (volkstelling 2010).